# Emarginata schlegelii
Il codinero del Karoo (Emarginata schlegelii (Wahlberg, 1855)), noto anche come sassicola di Schlegel, è un uccello passeriforme della famiglia Muscicapidae, diffuso nel versante occidentale dell'Africa meridionale.

## Descrizione
È un passeriforme di media taglia, lungo 15–18 cm, con un peso medio di 33 g. Il piumaggio è di colore grigio chiaro sulla testa e sul dorso, tendente al nero in corrispondenza della coda; il ventre è biancastro.

## Biologia
È una specie insettivora e granivora.

## Distribuzione e habitat
La specie è diffusa in Angola, Namibia e Sudafrica.

## Tassonomia
Sono note le seguenti sottospecie
- Emarginata schlegelii benguellensis (Sclater, 1928)
- Emarginata schlegelii schlegelii (Wahlberg, 1855)
- Emarginata schlegelii namaquensis (Sclater, 1928)
- Emarginata schlegelii pollux (Hartlaub, 1866)